# Xã Roberts, Quận Jefferson, Arkansas
Xã Roberts (tiếng Anh: Roberts Township) là một xã thuộc quận Jefferson, tiểu bang Arkansas, Hoa Kỳ. Năm 2010, dân số của xã này là 356 người.